# Elly…
Elly… (persisch درباره الی, Darbāre-ye Elī), im deutschsprachigen Raum auch unter dem Titel Alles über Elly bekannt, ist ein Spielfilm des iranischen Filmemachers Asghar Farhadi. Der Film porträtiert die iranische Mittelschicht, deren Moralvorstellungen er vorsichtig hinterfragt.

## Handlung
Ahmad, der einige Jahre in Deutschland verbracht hat und frisch geschieden ist, macht im Iran Ferien. Mit einigen Freunden verbringt er ein Wochenende am Kaspischen Meer, wo ihn seine Freunde mit Elly bekannt machen, die sie in hohen Tönen loben. Nachdem eines der Kinder beim Spielen im Meer beinahe ertrunken ist, fällt der Gruppe auf, dass Elly verschwunden ist.
Es wird vermutet, dass sie versucht hat, das Kind zu retten. Auch bei Einbruch der Nacht ist Elly noch immer nicht aufgetaucht. Die Stimmung kippt. Man macht sich Gedanken darüber, dass sie einfach weggefahren sein könnte, ohne Abschied zu nehmen. Später stellt sich heraus, dass sie bereits verlobt ist. Bei der Benachrichtigung des Verlobten verstricken sich die Freunde in Lügen. Schließlich wird ihre Leiche entdeckt, sie ist tatsächlich ertrunken.

## Kritik
Jan Schulz-Ojala vom Tagesspiegel gefiel, dass Farhadi nicht mit vorgefassten Konzepten an seine Geschichte herangehe, sondern für die Entwicklung des Stoffes aus sich selbst heraus offen bleibe. Der Film sei „hochspannend“. Für den Zeit-Rezensenten Markus Zinsmaier ist Elly „konzentriert und stilsicher“. Ab der Mitte verliere der Film „an Farbe, nicht aber an Intensität.“ Barbara Schweizerhof wertete das Werk in epd Film als „souverän inszeniert“, „dialoglastig, aber durchgehend spannend“ und ohne „alarmistischen Entlarvungsgestus“. „Wer genau hinschaut, kennt am Ende den Iran ein kleines Stück mehr.“ Laut der Kritik im Tages-Anzeiger von Thomas Bodmer reicht Elly nicht ganz an Farhadis Nader und Simin – Eine Trennung heran, aber „geht einem noch lange nach.“ Und: „Immer wieder ist man als Zuschauer gezwungen, die Meinung, die man sich eben gemacht hat, zu revidieren.“ „Ein Meister subtil inszenierter Blicke“ sei Regisseur Farhadi, meinte Jens Hinrichsen vom film-dienst. Die beiden Frauen Golshifteh Farahani und Taraneh Alidousti setzten darstellerische Glanzpunkte. In der zweiten Hälfte hänge die Handlung „etwas“ durch, weil der Regisseur den Figuren zu wenig Schärfe verleihe. „Farhadis Film lässt gegenläufige Lesarten zu: Es geht um eine sich behutsam öffnende Gesellschaft, die von Regression bedroht ist; es geht aber auch um einen falsch verstandenen Freiheitsbegriff (hier zielt die Kritik auf die westliche Welt), der die Wünsche anderer missachtet – und Unfreiheit bewirkt.“

## Auszeichnungen
- Silberner Bär, 59. Berlinale 2009[8]
- Simorgh, 27. Internationales Fajr-Filmfestival 2009: Bester Darsteller (Shahab Hosseini), Bester Regisseur (Asghar Farhadi), Beste Soundmischung (Hassan Zahedi)[9]
- Tribeca Film Festival: Bester Film

Außerdem wurde der Film für die Oscarverleihung 2010 in die Liste der Kandidaten für die Nominierung zum besten fremdsprachigen Film aufgenommen.